# Паданзька кухня

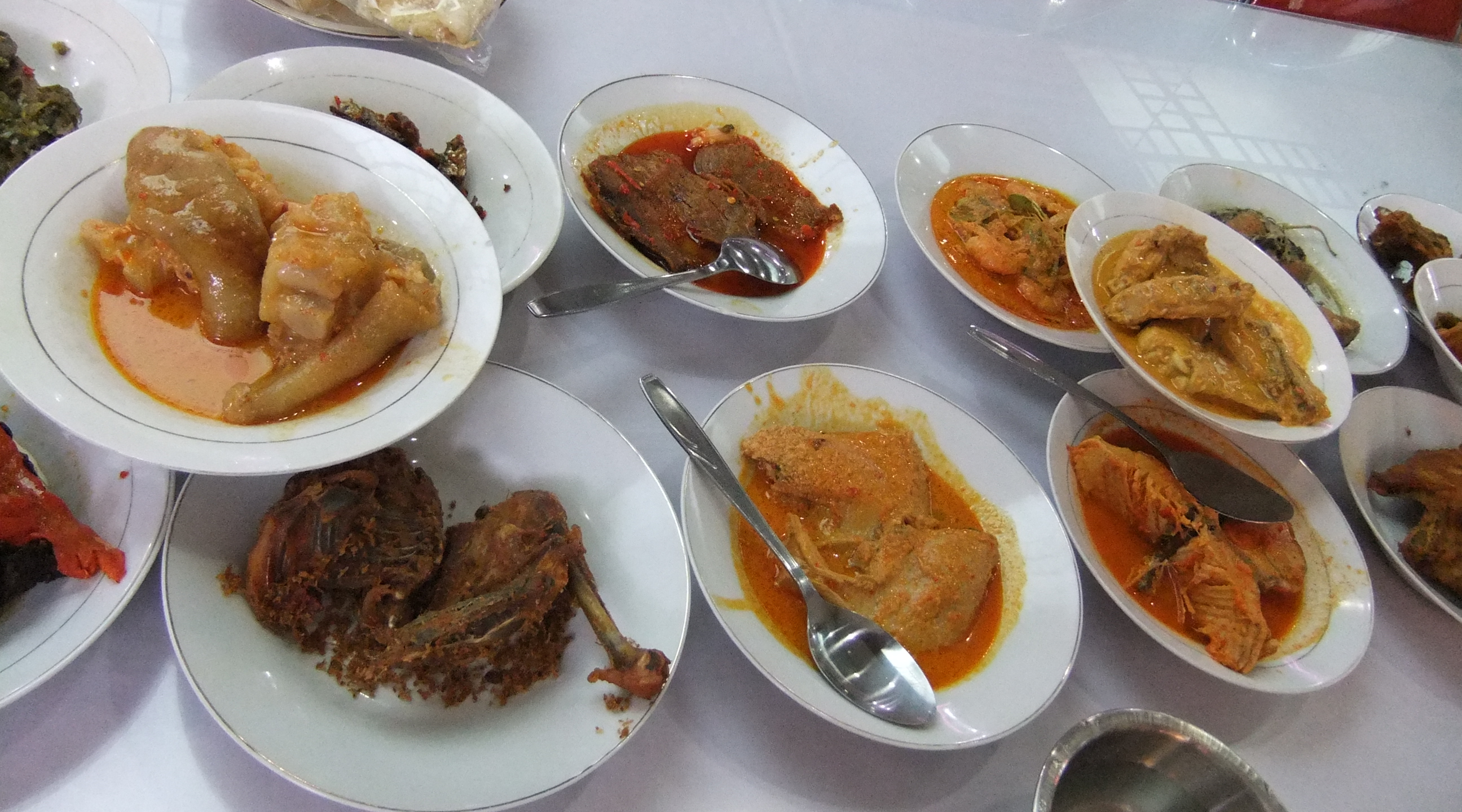
Паданзька трапеза: страви подаються на стіл одночасно

Паданзька кухня (індонез. Masakan Padang) — сукупність кулінарних традицій народу мінангкабау, що населяє значну частину індонезійського острова Суматра. Являє собою одну з основних регіональних складових індонезійської кухні. Отримала свою назву по місту Паданг - адміністративного центру провінції Західна Суматра, найважливішого економічного і культурного центру мінангкабау.
Головними особливостями кухні є застосування виключно великої кількості спецій і прянощів і вживання м'яса різних видів, перш за все яловичини. Крім того, від більшості інших кухонь Південно-Східної Азії її відрізняє специфічна традиція подачі страв: на стіл прийнято одночасно ставити всю їжу, призначену для трапези. Через приналежність більшості мінангкабау до ісламу, поширення продуктів і напоїв, табуйованих відповідно до канонів цієї релігії, досить обмежене.
Завдяки активним міграціям мінангкабау паданзька кухня набула значного поширення в Індонезії за межами відповідних регіонів Суматри.

## Історичний ареал і особливості назви

Історичний ареал розселення народу мінангкабау

Паданзька кухня фактично є національною кухнею індонезійського народу мінгангкабау, що населяє західні й центральні райони острова Суматра (територія провінції Західна Суматра, частково - провінцій Бенгкулу,  Джамбі, Ріау, Північна Суматра). Однак від більшості інших регіональних кухонь Індонезії її відрізняє значного поширення за межами історичного ареалу розселення відповідної народності. В результаті активних міграцій мінангкабау протягом останніх століть по Малайському архіпелагу, їх етнічна кухня набула значної популярності в різних частинах сучасної Індонезії, а також в ряді суміжних країн Південно-Східної Азії та, меншою мірою, в Нідерландах - колишній метрополії Індонезії. Характерно, що при цьому властиві їй прийоми приготування їжі та подачі страв в досить невеликому ступені переймаються іншими народами: їх носіями, як правило, залишаються самі мінангкабау, що мають численні етнічні точки громадського харчування у місцях свого проживання.
Примітно, у всій Індонезії та за її межами, кулінарні традиції мінангкабау відомі під назвою «паданзька кухня» (індонез. Masakan Padang) - через асоціації з містом Паданг, адміністративним центром Західної Суматри, головним економічним і культурним центром мінангкабау. Самі ж мінангкабау називають її виключно «кухнею мінангкабау» (індонез. Masakan Minang). При цьому поняття «паданзька кухня» серед них також використовується, проте виключно стосовно до кулінарних традицій жителів Падангу і його околиць, а не всього народу в цілому.

## Історія, зовнішні впливи
Формування кулінарних традицій мінангкабау відбувалося під впливом природних та соціально-економічних умов регіону їх розселення, а також зовнішніх впливів. Основи сучасної кухні стали складатися після переходу місцевого населення від полювання і збиральництво до сільськогосподарської діяльності. Відомо, що Суматра стала одним з перших районів Малайського архіпелагу, де було освоєно рисівництво. До початку нової ери рис утвердився тут в якості основної продовольчої культури і з цього часу є для мінангкабау найважливішим вуглеводним продуктом, невід'ємним елементом щоденного раціону.
Надалі саме цей район Суматри перетворився в зону найбільш інтенсивного і різнопланового скотарства в регіоні: тут у великій кількості стали розлучатися не тільки кози і вівці, типові й для більшості інших островів західної частини Малайського архіпелагу, але і велика рогата худоба. В результаті для паданзької кухні, на відміну від інших регіональних кухонь Індонезії, характерна велика м'ясна різноманітність.
На розвиток падангской кухні в значній мірі позначилося те обставина, що Суматра, ближче інших Великих Зондських островів розташована на материковій Азії, першою з них відчувала основні хвилі культурного і соціально-економічного впливу з боку сусідів по континенту, зокрема, Китаю та Індії. Проникнення сюди китайських кулінарних традицій почалося у другому тисячолітті до нової ери. Протягом століть від китайців були запозичені деякі продукти харчування, зокрема, соя і її основні похідні - соєвий соус і тофу, а також кулінарні технології - застосування воку, виготовлення локшини   . На початку нової ери в результаті розширення торговельно-економічних і культурних зв'язків з народами Індії були запозичені такі сільськогосподарські культури, як баклажан, огірок, манго, а також багато видів спецій і прянощів, які стали невід'ємною складовою паданзької кухні. Крім того, від індійців була перейнята практика приготування гостро-пряних соусів типу карі, також стала однією з найважливіших рис паданзької кулінарії  .
Вельми істотний вплив на еволюцію кухні мінангкабау зробив перехід цієї народності в мусульманство, що почався в XVI столітті. Іслам мав в житті основної маси мінангкабау більш істотне значення, ніж в житті багатьох інших народів Індонезії і, відповідно, приписи цієї релігії щодо їжі стали дотримуватися суворіше, ніж в більшості інших індонезійських регіональних кухонь. На практиці це виразилося, перш за все, у виведенні з раціону свинини, результатом чого стала модифікація ряду дотеперішніх страв, зокрема, запозичених з китайської кухні: свинина стала замінюватися в них на інші види м'яса, рибу або морепродукти    .

## Основні типи страв

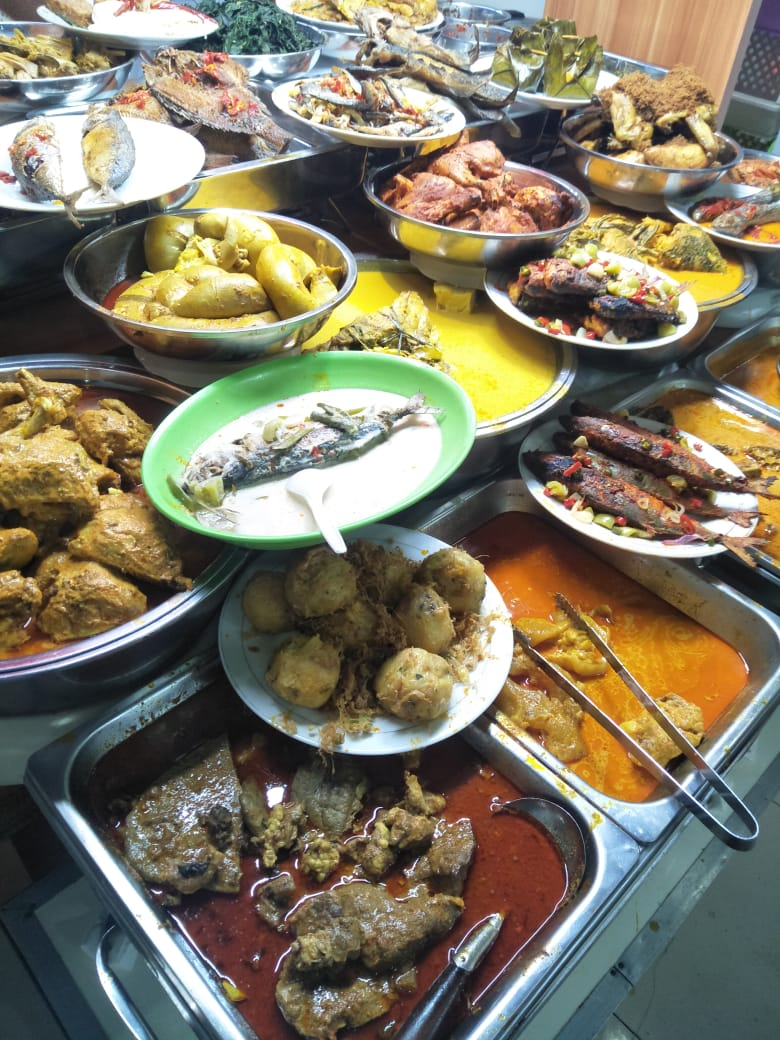
Паданзька їжа в забігайлівці

Страви падангської кухні дуже численні. Один з найвідоміших індонезійських фахівців у галузі продовольства і харчування професор університету Гаджа Мада Мурдіджаті Гарджіто (індонез. Murdijati Gardjito) стверджує, що кухня нараховує 158 її традиційних страв — що більше, ніж у більшості регіональних кухонь Індонезії. У цьому істотною особливістю паданзької кухні є кілька основних типів страв, що охоплюють більшу частину її «номенклатури». Це, перш за все, ренданг і гулаї, що являють собою два різновиди страв, тушкованих у соусах на основі кокосового молока, а також баладо, яке готується в особливому фритюрі. На ці три групи, за підрахунками Мурдіджаті Гарджіто, припадає майже половина паданзьких страв.
Сировиною для кожного з цих трьох типів паданзьких страв можуть служити найрізноманітніші продукти - перш за все, фауна і, в другу чергу, флора рослинного походження. При цьому в підборі продуктів - як для них, так і для інших національних страв мінангкабау - проглядається певна регіональна специфіка. Так, у прибережних районах морська риба та морепродукти традиційно відіграють більшу роль, ніж у внутрішніх. Крім того, в гористих місцевостях, що відрізняються більш прохолодним кліматом й родючими ґрунтами, помітно ширший асортимент овочів.
Крім страв, що належать до трьох зазначених типів, досить помітне місце в паданзькій кулінарії займають страви з різних видів риби в кисло-гострому соусі без кокосового молока — асам-падех, страви з курки без соусу, а також випічка. Крім того, в кухні мінангкабау є страви, спільні з деякими іншими національними кухнями Індонезії або запозичені з них. Однак вони, як правило, отримують у ній особливе кулінарне нюансування і стають досить самобутніми.
За всієї численності страв паданзької кухні вони здебільшого служать більш чи значним доповненням до вареного рису, який є незмінною основою трапези. Цей принцип ріднить кухню мінангкабау з більшістю традиційних кухонь не тільки Індонезії, але і всієї Східної Азії в цілому

## Прийом їжі та сервірування столу

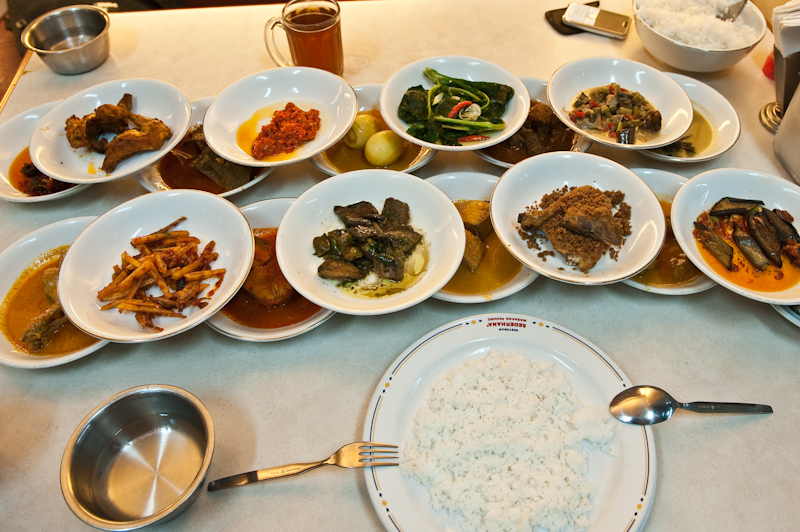
Класична подача паданзьких страв

Історично паданзька кухня передбачає їжу руками. Цей спосіб прийому їжі дуже часто практикується і нині, особливо в селах та серед людей старшого покоління. Для миття рук в цьому випадку подаються спеціальні миски з водою, які традиційно мають напівкулясту форму - кабокани. Одночасно з цим все ширше практикується їжа за допомогою столових приборів європейського зразка — виделки і ложки, які почали входити в ужиток з середини XX століття. Що стосується столового ножа, то цей прибор у мінангкабау, як і в інших народів Індонезії, поширення практично не отримав: тверда їжа при необхідності розрізається ребром виделки або ложки. Питання про правильне споживання паданзької їжі стало в наш час предметом певної суспільної дискусії: докази на користь своїх позицій наводять як прихильники їсти руками, так і ті, хто використовує виделку та ложку. 
Як і в більшості інших індонезійських народів, у мінангкабау прийнято триразове харчування — виняток у цьому плані можуть становити тільки люди, які перебувають у вкрай важкому матеріальному становищі. Основою трапези в будь-який час дня є варений рис, причому сніданок, обід та вечеря за своїм складом відрізняються один від одного значно меншою мірою, ніж у європейській або деяких інших кухнях. Як невеликий нюанс дослідники відзначають, що за вечерею, на відміну від ранкового та денного прийому їжі, мінангкабау рідко їдять фрукти..

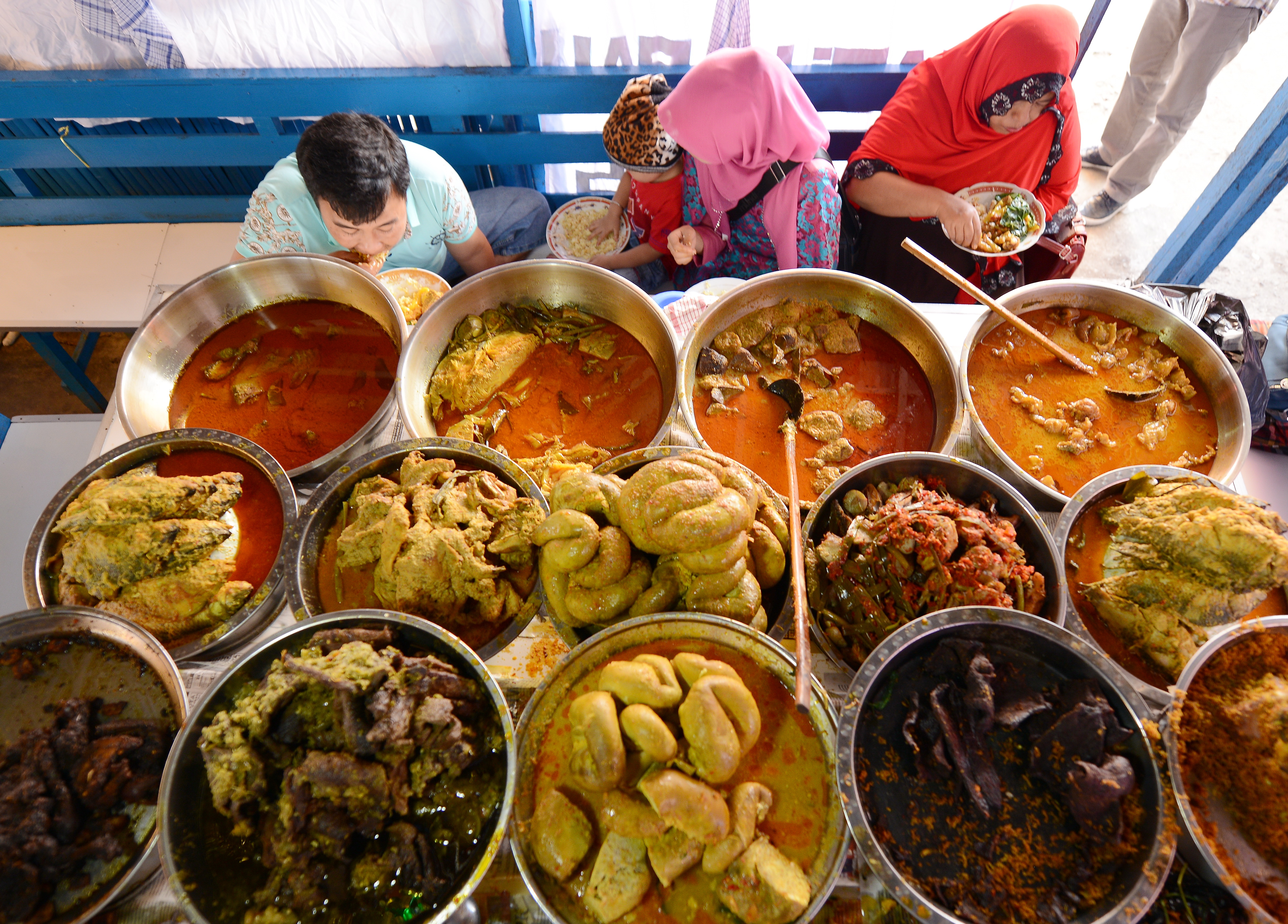
Насі-капау сервірується у глибоких мисках чи судочках

Якщо в плані кухонного начиння, що використовується, панзька кухня не має будь-яких істотних відмінностей від інших етнічних кухонь Індонезії, то прийняте в ній сервірування страв є досить своєрідним. Страви подаються без будь-яких змін: на стіл одночасно виставляється вся їжа, призначена для трапези - зазвичай у невеликих тарілочках або мисочках. Центральне місце у сервіруванні при цьому традиційно займає велика порція вареного рису, яка під час трапези ділиться між усіма. Всі інші страви служать більш менш істотними доповненнями до рису - це саме по собі абсолютно характерно для більшості кухонь не тільки Індонезії, але і всієї Східної Азії. Однак специфічною рисою паданзької кухні є те, що добавки до рису подаються не на одній тарілці з самим рисом - поряд з ним або поверх нього - а саме в окремих однотипних ємностях. Ба більше, коли при рясних трапезах всі добавки до рису не вміщаються на столі в один шар, тарілочки з ними встановлюються одна на одну, утворюючи кілька «поверхів». Подібне сервірування рису в оточенні великої кількості тарілочок або мисок з іншими стравами в один або кілька «поверхів» називається насі-паданг — «рис по-паданзьки» та є однією з найважливіших особливостей кухні мінангкабау. Ще один варіант сервірування розповсюджений в окрузі Агам має назву насі-капау У ньому більшу частину гарнірів до рису традиційно складають різні гулаї, приготовані у великій кількості рідкого пряного соусу, які зазвичай подають не на тарілках, а в глибоких мисках або металевих судочках і які, відповідно, не встановлюють у кілька поверхів. Незважаючи на таку незначну відмінність, місцеві мешканці всіляко підкреслюють самобутність і особливість насі-капау, вважають його не варіантом насі-падангу, а альтернативою йому.

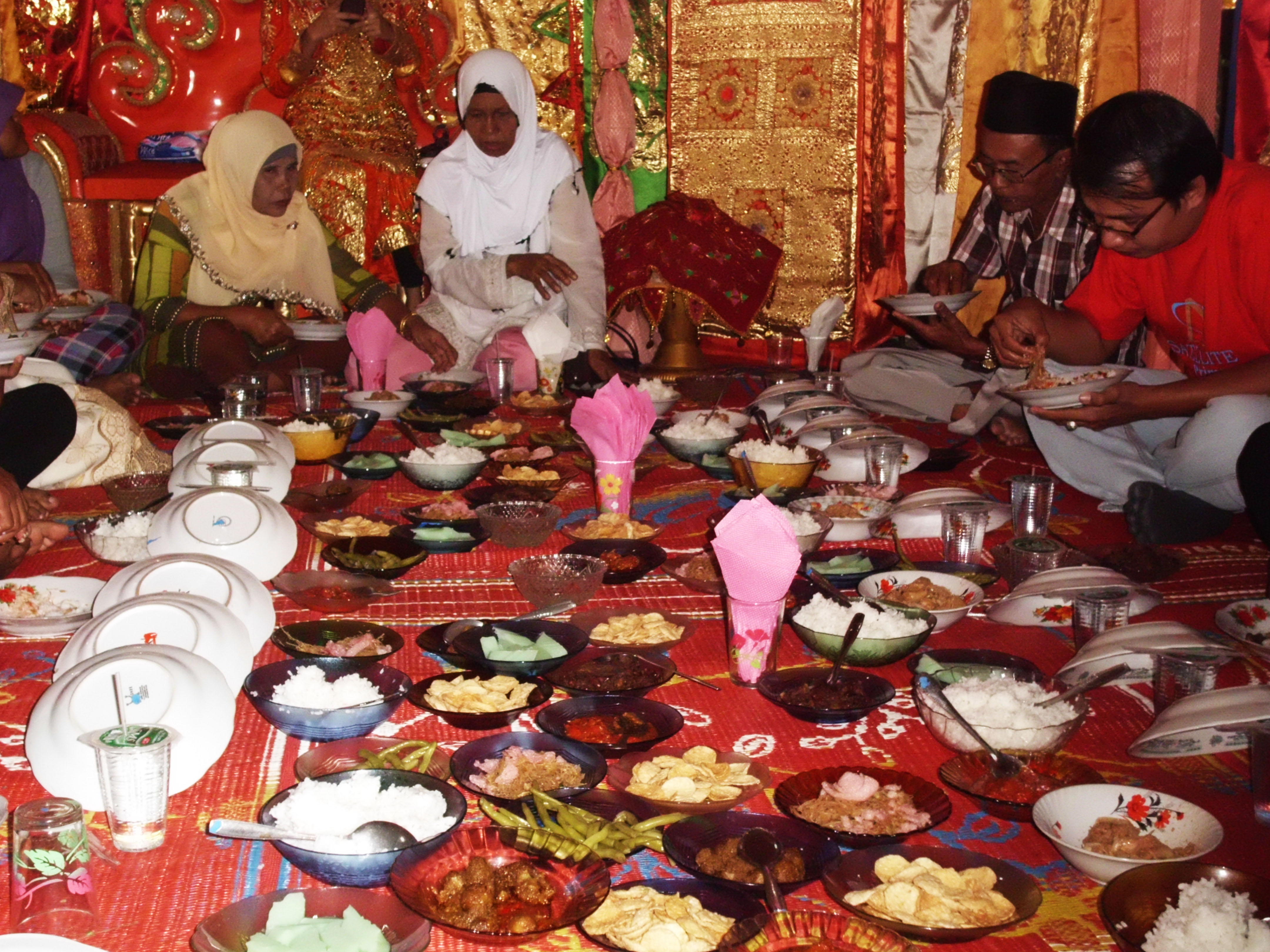
Макан-баджамба — колективна трапеза мінангкабау

Трапези, присвячені святам та іншим значимим подіям, у минангкабау з кулінарного погляду принципово не відрізняються від повсякденних. Страви в цих випадках також подаються в невеликих тарілках і служать гарнірами до вареного рису, при цьому їх асортимент зазвичай буває різноманітнішим, у хід йдуть дорожчі продукти. Неодмінним атрибутом святкового столу є різноманітні солодощі. Однак основна відмінність подібних трапез полягає саме в подачі страв та відповідному антуражі.

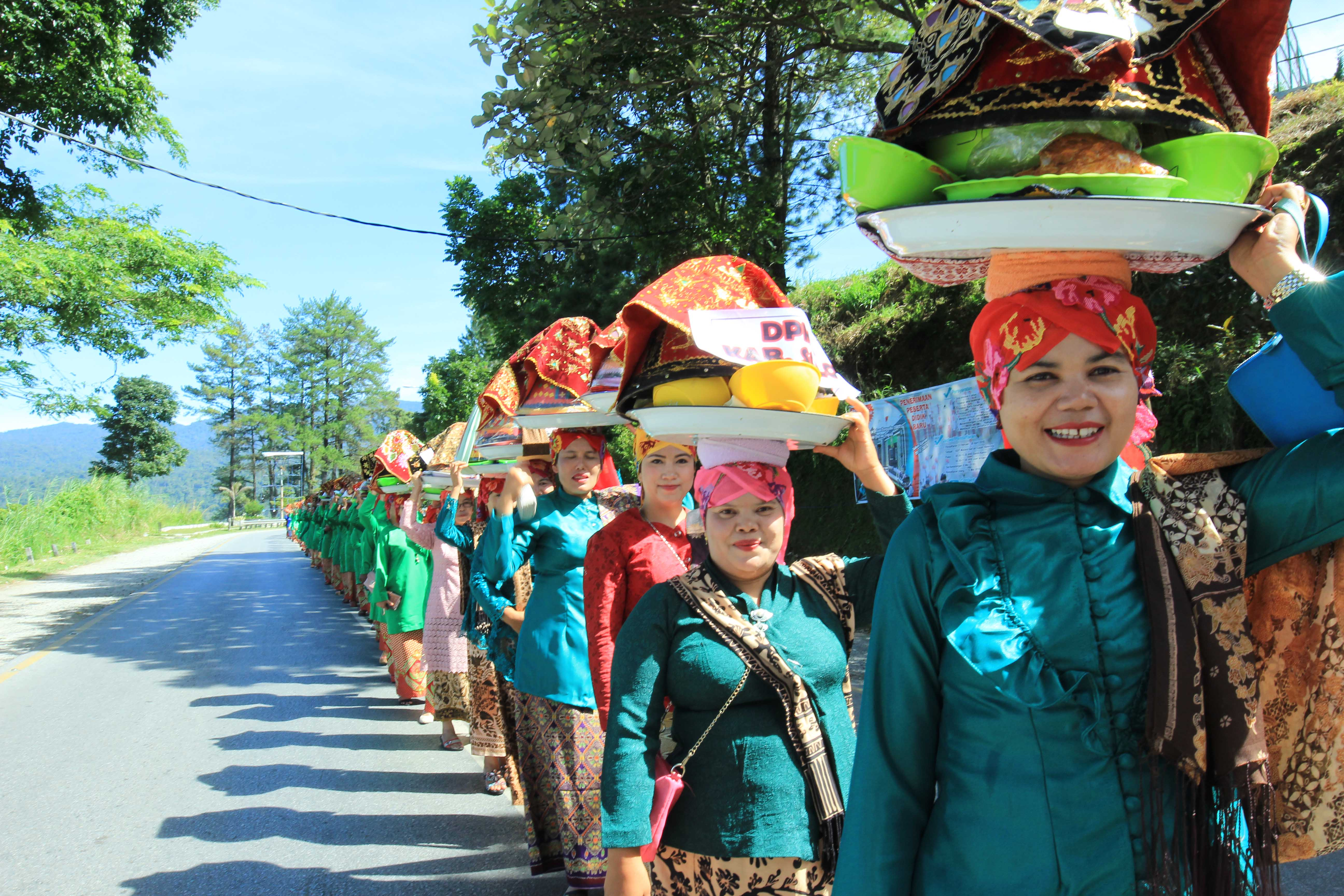
Процесія жінок, що несуть їжу на макан баджамба. Західна Суматра

Масові застілля з нагоди ісламських свят та інших важливих суспільних подій, у тому числі культурних фестивалів та корпоративних заходів, носять у мінангкабау назву макан-баджамба. Подібні зборища можуть проводитися вдома, але частіше організовуються в якомусь громадському приміщенні, у великих наметах або на відкритому повітрі — зазвичай під довгим навісом. Для доставки страв до місця трапези збирається урочиста процесія, що складається виключно з жінок, які вбираються в шати з цієї нагоди. З тарілок із частуваннями формують типові сети, які розставляють на великих круглих тацях, після чого накриваються пальмовим листям, а поверх них — спеціальними матер'яними покривалами, зазвичай розшитими золотим шиттям. Поставивши підноси на голови, жінки несуть їх до місця трапези: перед особливо великими гуляннями такі процесії можуть розтягуватися на сотні метрів або навіть кілька кілометрів, і часто збирають натовпи глядачів. З'явившись до місця зборища, жінки сервірують страви на килимах або скатертинах, які розстилають прямо на підлозі або на землі, або ж на спеціальному невисокому довгому настилі.
Учасники трапези сідають двома рядами один навпроти одного безпосередньо на підлогу чи землю. Чоловіки традиційно сидять «по-турецьки» - схрестивши ноги, жінки «по-японськи» - опустившись на коліна. Перед кожною групою гостей виставляється однотипний набір пригощань, які їдять лише руками. На відміну від звичайних трапез під час макан-баджамба рис зазвичай не поділяється по тарілках — кожна група гостей бере його безпосередньо з великого блюда, що стоїть посеред набору страв. Перед початком їжі представники мусульманського духовенства або найшановніші гості зазвичай зачитують цитати з Корану. Крім того, застіллям, які присвячені радісним подіям, зазвичай передують виступи співаків, музикантів чи танцюристів.. Подібні колективні прийоми їжі у мінангкабау можуть бути дуже численними.

## Рійстафель

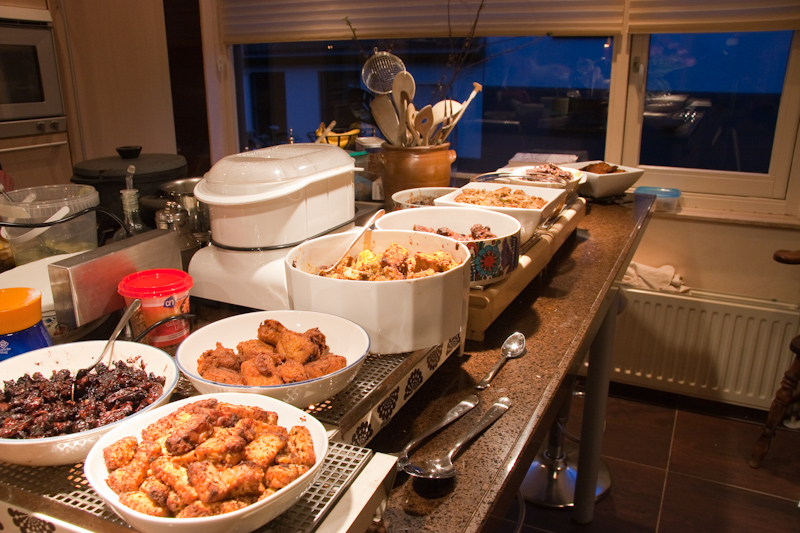
Рійстафель, сервірований на кшталт шведського столу. Роттердам

Традиціям паданзької кухні значною мірою зобов'язане своїм існуванням таке кулінарне явище, як рійстафель — комплексний обід, практика якого склалася в Нідерландській Ост-Індії в XIX столітті, а надалі була популяризована голландцями у себе на батьківщині та за кордоном. Саме традиційні паданзькі подачі їжі — насі-паданг і насі-капау — були сприйняті нідерландськими колонізаторами як зразок для сервірування рійстафелю, який передбачає одночасне розміщення безлічі різних страв навколо великої порції рису. Однак суттєвою відмінністю подібного кулінарного винаходу від традиційної паданзької трапези є те, що як у XIX столітті, так і зараз більша частина складових рійстафелю припадає на страви яванської та перанаканської кухонь, а паданзькі страви якщо і присутні в його складі, то у незначній кількості. Крім того, якщо при ресторанній подачі насі-падангу та насі-капау оплата стягується за принципом а-ля карт з окремою розцінкою кожної страви, то за рійстафель, як правило, встановлюється єдина ціна - за принципом шведського столу. Ще одним нюансом є те, що рійстафель, який є вельми популярним у сучасних Нідерландах і відносно добре відомим у світі, у самій Індонезії великою популярністю не користується — на відміну від насі-паданг та насі-капау, оскільки вважається пережитком колоніальної епохи.